# Nyborg Kommune (1970-2006)
Nyborg Kommune i Fyns Amt blev dannet ved kommunalreformen i 1970. Ved strukturreformen i 2007 blev den udvidet til den nuværende Nyborg Kommune ved indlemmelse af Ullerslev Kommune og Ørbæk Kommune.

## Tidligere kommuner
Nyborg havde været købstad, men det begreb mistede sin betydning ved kommunalreformen, hvor 2 sognekommuner blev lagt sammen med Nyborg købstad og dens landsogn til Nyborg Kommune:
| Kommune                  | Folketal 1. januar 1970 | Byer                  |
| ------------------------ | ----------------------- | --------------------- |
| Nyborg                   | 11.664                  | Nyborg                |
| Hjulby (Nyborg landsogn) | 893                     | Hjulby                |
| Avnslev-Bovense          | 2.795                   | Aunslev               |
| Vindinge                 | 2.045                   | Kogsbølle og Vindinge |
| I alt                    | 17.397                  |                       |

## Sogne
Nyborg Kommune (1970-2006) bestod af følgende sogne, alle fra Vindinge Herred:
- Aunslev Sogn
- Bovense Sogn
- Nyborg Sogn, som Hjulby Sogn blev udskilt fra i 2010
- Vindinge Sogn

## Borgmestre[2]
| Periode   | Navn              | Parti             |
| --------- | ----------------- | ----------------- |
| 1970-1978 | Børge Jensen      | Socialdemokratiet |
| 1978-1982 | Frederik Nørgaard | Socialdemokratiet |
| 1982-1990 | Aage K. Kock      | Socialdemokratiet |
| 1990-2002 | Niels V. Andersen | Socialdemokratiet |
| 2002-2006 | Jørn Terndrup     | Venstre           |